# Johann Figl
Johann Figl (* 22. Juni 1945 in Grabensee, Niederösterreich) ist ein österreichischer Religionswissenschaftler und Religionsphilosoph.

## Leben
Johann Figl besuchte das Stiftsgymnasium Melk und legte dort 1965 die Matura ab. Er studierte Katholische Theologie und Philosophie (in Kombination mit Psychologie und Pädagogik sowie Germanistik) und schloss 1970 als Mag. theol. an der Universität Innsbruck ab. Dort war er ein Jahr lang Studienassistent. 1971 bis 1973: Doktoratsstudium an der Universität Tübingen (Dr. theol.) im Rahmen des Deutschen Akademischen Austauschdienstes (DAAD). 1974 war er in Tübingen wissenschaftlicher Mitarbeiter am Institut für Fundamentaltheologie.
1975 wurde er Universitätsassistent am Institut für Christliche Philosophie der Universität Wien. Ab 1979 war er Leiter der Abteilung für Atheismusforschung, 1980 erlangte er seine zweite Promotion zum Dr. phil. am Institut für Philosophie der Universität Wien. 1983 habilitierte er sich mit einer Habilitationsschrift über Hermeneutische Religionsphilosophie in Wien.
Als Lektor bzw. Gastdozent war er 1982 und 1984 an der Philosophisch-Theologischen Hochschule Linz  für Philosophie und Religionswissenschaft tätig. Im Dezember 1986 wurde er zum Ordentlichen Professor für Religionswissenschaft berufen. 1995 bis 1999 war er Dekan der Katholisch-Theologischen Fakultät. In den Jahren 2006, 2008, 2010, 2011 sowie 2014 war er auch Gastdozent am Institut für Religionswissenschaft der Freien Universität Berlin.

## Auszeichnungen und Mitgliedschaften
- Förderungspreis der Stadt Wien für Wissenschaft 1982
- Kardinal-Innitzer-Förderungspreis für Theologie 1983
- Europäische Akademie der Wissenschaften und Künste
- Präsident der Österreichischen Gesellschaft für Religionsphilosophie (ÖGRPh) (deren Präsident von 1990 bis 1996)
- Österreichische Gesellschaft für Religionswissenschaft (ÖGRW) (Gründung 1996, deren Präsident bis 2016)
- Akademie für Buddhismus und Christentum (ABC) (deren Präsident er seit der 2010 gemeinsam mit Bhante Seelawansa erfolgten Vereinsgründung ist)
- Deutsche Vereinigung für Religionswissenschaft (DVRW)
- Internationales Institut für Missionswissenschaftliche Forschungen (IIMF)
- Görres-Gesellschaft

## Schriften
Als Autor:
- Atheismus als theologisches Problem, Tübinger theologische Studien, Band 9, Mainz 1977. (auch Wissenschaftliche Buchgesellschaft Darmstadt)
- Interpretation als philosophisches Prinzip; Berlin, New York City 1982.
- Dialektik der Gewalt. Nietzsches hermeneutische Religionsphilosophie, Düsseldorf 1984 (Beiträge zur Theologie und Religionswissenschaft)
- Die Mitte der Religionen. Idee und Praxis universalreligiöser Bewegungen, Darmstadt 1993.
- Nietzsche und die Religionen. Transkulturelle Perspektiven seines Bildungs- und Denkweges; Berlin, New York 2007.
- Nietzsche-Meditationen. Das Kloster, das Meer und die „neue“ Unendlichkeit. Einführung und Textauswahl; Münster, Hamburg, Berlin, Wien, London 2007.
- Philosophie der Religionen. Pluralismus und Religionskritik im Kontext europäischen Denkens, Paderborn 2012.
- Leben nach 1945 – im Kontext gesellschaftlicher und religiöser Strömungen, Wien 2020.

Als Herausgeber:
- Von Nietzsche zu Freud. Übereinstimmungen und Differenzen von Denkmotiven, Wien 1996.
- Der Begriff der Seele in der Religionswissenschaft, mit H.-D. Klein, Würzburg 2002.
- Handbuch Religionswissenschaft. Religionen und ihre zentralen Themen; Innsbruck, Göttingen 2003. (zugleich Wissenschaftliche Buchgesellschaft Darmstadt)
- Friedrich Nietzsche. Im Rahmen der Kritischen Gesamtausgabe der Werke: Abteilung I, hg. von J. Figl, Nachgelassene Aufzeichnungen der Kindheit, Jugend- und Studentenzeit 1852-1869, Bände 1–5; Berlin, New York 1996–2006.
- Religionswissenschaft – Interdisziplinarität und Interreligiosität. Vorträge anlässlich der 50-Jahr-Feier des Instituts für Religionswissenschaft der Katholisch-Theologischen Fakultät der Universität Wien, Münster u. a. 2007.